# Amazônia, de Galvez a Chico Mendes
Amazônia, de Galvez a Chico Mendes é uma minissérie brasileira produzida e exibida pela TV Globo de 2 de janeiro a 6 de abril de 2007, em 55 capítulos.
Escrita por Gloria Perez, sob pesquisa das historiadoras Bianca Freire-Medeiros, Giovanna Manfredi e Sandra Regina, sob direção de Carlo Milani, Emílio Di Biasi, Marcelo Travesso, Pedro Vasconcelos e Roberto Carminati e direção geral de Marcos Schechtman. Baseada nas obras Terra Caída de José Potyguara e O Seringal de Miguel Ferrante.
A minissérie conta a história da criação e emancipação do estado do Acre, sendo dividida em três fases protagonizadas por José Wilker, Alexandre Borges e Cássio Gabus Mendes.

## Enredo

### Primeira fase
Em 1899, o Acre vivia uma situação de conflito, pois, apesar de ser território boliviano, fora povoado por brasileiros que migravam do Nordeste atraídos pela exploração da borracha, que estava em sua fase áurea devido à Revolução Industrial. Quando a Bolívia decidiu retomar seu território, almejando justamente o lucro obtido com o látex extraído das seringueiras, o governo brasileiro não se opôs, pois a região, de acordo com o Tratado de Ayacucho, pertencia de fato ao país vizinho. O povo acreano revoltou-se com a situação e seringueiros resistiram à ocupação boliviana, liderados pelo espanhol Luis Gálvez Rodríguez de Arias.
Homem de maneiras refinadas e cultura vasta, Gálvez é um típico "Don Juan", que decide vir ao Brasil em busca da fortuna prometida pelo Eldorado da Amazônia. Envolve-se primeiramente com Beatriz, uma mulher casada e completamente louca por ele. Mas quando vai para Manaus, Gálvez reencontra uma antiga amante, Lola, com quem abre um cabaré. Depois, decide conquistar o território acreano - com a ajuda financeira do governador do Amazonas, Ramalho Júnior - acompanhado por uma companhia de zarzuela. E se apaixona pela prima-dona Maria Alonso.
Ainda é apresentado o cotidiano de duas famílias que representam as classes socioeconômicas então presentes na região: a do seringalista e a do seringueiro, e suas perspectivas em relação às constantes disputas no estado. Para mostrar a cultura, os conflitos e a vida de riqueza e luxo dos seringalistas, a trama conta a história do coronel Firmino, casado com dona Júlia, pai de Tavinho e Augusto. E, para retratar a saga difícil de um povo batalhador e suas características, é detalhado o dia a dia da família de Bastião, sua mulher Angelina, e seus filhos, Delzuite e Bento, que assim como milhares de famílias, migraram do Nordeste para o Acre na tentativa de ganhar dinheiro da extração do látex das seringueiras.
Foi criado no dia 14 de julho de 1899 o Estado Independente do Acre. Gálvez foi aclamado presidente do novo país, o que despertou o descontentamento de muitos seringalistas. Em 28 de dezembro de 1899, Gálvez foi deposto por Antônio de Sousa Braga, que não conseguiu se manter no poder e logo lhe devolveu o comando. O Governo Federal Brasileiro, porém, sabendo que a desobediência deste tratado colocava em risco suas relações internacionais, em março de 1900, destituiu Gálvez e devolveu o Acre à Bolívia.
Enquanto isso, Plácido de Castro, militar gaúcho, decidiu tentar a sorte no norte do país, demarcando seringais na Amazônia. Nesta época, liderados pelo jornalista Orlando Lopes, intelectuais e boêmios de Manaus, como Rodrigo de Carvalho e o engenheiro Gentil Norberto, organizam uma expedição para expulsar os bolivianos e tomar o Acre. Porém, sem experiência na arte militar, o levante foi derrotado. Diante disto, os revoltosos chegaram à conclusão de que precisavam de um líder militar e convidaram Plácido, que aceitou o desafio.
A Bolívia arrendou o Acre para o Bolivian Syndicate. Lino Romero foi enviado a Puerto Alonso para preparar a passagem da administração ao Bolivian Syndicate. Começa, então, o movimento armado contra a Bolívia, liderado por Plácido e bancado pelos seringalistas da região. Vencida a guerra, a diplomacia brasileira entrou em ação, e através do Tratado de Petrópolis, o Acre foi, finalmente, incorporado ao Brasil. Mas não como estado, como haviam sonhado os que sonharam por aquele desfecho - como território.

### Segunda fase
Anos se passaram e tem início a decadência da borracha. Toda a riqueza decorrente neste ciclo estava distribuída desigualmente, o que acentuava a lacuna existente entre as classes dominantes da floresta e os seringueiros. No seringal Santa Rita, com a morte do coronel Firmino, seu filho Augusto, agora um homem feito, herda o comando dos negócios. No passado, ele dizia que as relações de trabalho seriam mais justas quando o seringalista fosse ele. Mas não é o que seu amigo de infância, Bento, encontra quando volta ao Santa Rita depois de muitos anos. Augusto se transformou em um coronel pior do que seu pai um dia foi. Ele tem como amante a fogosa Anália, esposa de Tiburtino, seu chefe de armazém, que consente com o relacionamento entre sua mulher e seu patrão.
Com o casamento marcado com a doce Risoleta, Augusto tem de se casar por procuração, já que o seringal, após muitos anos de decadência, volta a dar indícios de prosperidade. Para tanto, manda que seu irmão Leandro o represente na cerimônia. Leandro é filho de Firmino com Justine, sua antiga amante, que, após a morte de dona Júlia - morte esta que Justine poderia ter evitado -, conseguiu se firmar como esposa do coronel. Ela vive às turras com Beatriz, irmã de Júlia, que um dia foi apaixonada por Gálvez e passou o resto dos anos discutindo com Justine debaixo do mesmo teto.
Ao representar Augusto no seu casamento, Leandro acaba se apaixonando por Risoleta, sentimento este que ela, apesar de lutar contra, também sente. Ao se dar conta da furada que foi seu fracassado casamento, Risoleta acaba se entregando ao amor pelo cunhado. Mas eles terão que enfrentar a ira de Augusto.

### Terceira fase
Bento continuou na vida de seringueiro, mas se engajou numa luta; já seu ex-amigo Augusto foi à completa falência e vendeu seu seringal: enfim, chegamos aos anos 80. O terceiro líder da história é o seringueiro Chico Mendes, que chamou a atenção do Brasil e do mundo para a preservação da floresta que vinha sendo destruída desde a década de 1970, quando os seringais começaram a ser transformados em pastos para gado. Chico Mendes criou um movimento de resistência para impedir o desmatamento, só que de forma pacífica, usando apenas o diálogo como arma. Uniu seringueiros e índios numa grande frente conhecida pelo nome de 'Povos da Floresta'. Chico Mendes foi condecorado pela ONU e sua luta reconhecida pelas organizações internacionais de proteção do meio ambiente, até ser cruelmente assassinado em 1988.

## Elenco

### Primeira fase
| Interprete           | Personagem             |
| -------------------- | ---------------------- |
| José Wilker          | Luis Gálvez            |
| Vera Fischer         | Lola                   |
| Christiane Torloni   | Maria Alonso           |
| Débora Bloch         | Beatriz Gomes          |
| Giovanna Antonelli   | Delzuite dos Anjos     |
| Paulo Nigro          | Otávio Rocha (Tavinho) |
| José de Abreu        | Coronel Firmino Rocha  |
| Jackson Antunes      | Bastião dos Anjos      |
| Osmar Prado          | Gianni Alonso          |
| Juca de Oliveira     | José de Carvalho       |
| Tarcísio Filho       | Orlando Lopes          |
| Werner Schünemann    | Rodrigo de Carvalho    |
| Cláudio Marzo        | Ramalho Júnior         |
| Kadu Moliterno       | Governador Sousa Braga |
| Eriberto Leão        | Genesco de Castro      |
| Malu Valle           | Júlia Rocha            |
| Leona Cavalli        | Justine Rocha          |
| Magdale Alves        | Angelina dos Anjos     |
| Ilya São Paulo       | Viriato                |
| Alessandra Maestrini | Soledad                |
| Tonico Pereira       | Genivaldo              |
| Tânia Alves          | Dos Anjos              |
| Antônio Petrin       | Gabino Besouro         |
| Antônio Pitanga      | Alcedino               |
| Neusa Borges         | Zefinha                |
| Betty Gofman         | Amelinha               |
| Eduardo Galvão       | Joaquim Vítor          |
| Anderson Müller      | Osmarino               |
| Duda Mamberti        | Nassif                 |
| Cacá Amaral          | José Galdino           |
| Cláudio Jaborandy    | Benedito               |
| Cândido Damm         | Uhthoff                |
| Milena Toscano       | Ilka                   |
| Cacau Mello          | Diná                   |
| Franciely Freduzeski | Amparito               |
| Nana Gouvêa          | Lea                    |
| Ronaldo Dappes       | Augusto Rocha          |
| Thiago Oliveira      | Bento dos Anjos        |
| Mussunzinho          | Dico                   |

### Segunda fase
| Interprete            | Personagem                    |
| --------------------- | ----------------------------- |
| Alexandre Borges      | Plácido de Castro             |
| Dan Stulbach          | Leandro Rocha                 |
| Humberto Martins      | Augusto Rocha                 |
| Júlia Lemmertz        | Risoleta Trindade             |
| Letícia Spiller       | Anália Junqueira              |
| Irene Ravache         | Beatriz Gomes                 |
| Zezé Polessa          | Justine Rocha                 |
| Antônio Calloni       | Padre José                    |
| Milton Gonçalves      | Mestre Irineu                 |
| Roberto Bomfim        | Governador Elias Vasconcellos |
| Tereza Seiblitz       | Olga Vasconcellos (Olguinha)  |
| Caio Blat             | Ramiro dos Anjos              |
| Camila Rodrigues      | Ciça dos Anjos                |
| João Miguel           | Heraldo                       |
| Marcelo Faria         | Romildo                       |
| Fernanda Paes Leme    | Belinha Saboia                |
| Emílio Orciollo Netto | Bento dos Anjos               |
| Ernani Moraes         | Tiburtino Junqueira           |
| Diogo Vilela          | Juvenal Antunes               |
| Sheron Menezzes       | Verônica                      |
| Juliana Alves         | Áurea                         |
| Pedro Paulo Rangel    | Conrado Constantino           |
| Paula Pereira         | Maroca Constantino            |
| Jandira Martini       | Donana                        |
| Ruth de Souza         | Madrinha Entrevada            |
| Odilon Wagner         | Alarico Mendes                |
| Brendha Haddad        | Ritinha                       |
| André Arteche         | Toinho                        |
| Pedro Furtado         | Carlinhos Vasconcellos        |
| Beto Quirino          | Cesarino Saboia               |
| André Gonçalves       | Zé Ambrósio                   |
| Suyane Moreira        | Ianká                         |
| Osvaldo Mil           | Raimundão                     |
| Carolina Holanda      | Carminha                      |
| Clarisse Baptista     | Zilá                          |
| Júlio Adrião          | Távora                        |
| Karla Martins         | Filó                          |
| Brunno Abrahão        | Chico Mendes (criança)        |

### Terceira fase
| Interprete          | Personagem                |
| ------------------- | ------------------------- |
| Cássio Gabus Mendes | Chico Mendes              |
| Lima Duarte         | Bento dos Anjos           |
| Francisco Cuoco     | Augusto Rocha             |
| Vanessa Giácomo     | Ilzamar Mendes (Ilza)     |
| Cristiana Oliveira  | Carminha dos Anjos        |
| Paulo Goulart       | Tavares                   |
| Ricardo Petraglia   | Darly Alves da Silva      |
| Tato Gabus Mendes   | Brito                     |
| Marcos Winter       | Firmino Rocha Neto (Neto) |
| Leopoldo Pacheco    | Adrian Cowell             |
| Silvia Buarque      | Mary Alegretti            |
| Totia Meirelles     | Dalva Tavares             |
| Bianca Comparato    | Celinha                   |
| Bertrand Duarte     | Padre Cláudio             |
| Henri Pagnoncelli   | Florêncio                 |
| Cosme dos Santos    | Nésio                     |
| Chica Xavier        | Irina                     |
| Murilo Grossi       | Delegado Benson           |
| Theodoro Cochrane   | Cássio                    |
| Adílson Maghá       | Raimundão                 |
| Ana Paula Bouzas    | Cida                      |
| Arlindo Lopes       | Alcides                   |
| Tião D'Ávila        | Hélio Melo                |
| Clementino Kelé     | Edson                     |
| Eduardo Moreira     | Arquilau                  |
| Emílio di Biasi     | Dom Moacir                |
| Flávia Guedes       | Marilza                   |
| Francisco Carvalho  | Moacir                    |
| Graça Andrade       | Waldiza                   |
| Valter Santos       | Nilo                      |
| Guti Fraga          | Lauro                     |
| João Signorelli     | Rui                       |
| Paschoal Villaboim  | Genésio                   |
| Alexandre Liuzzi    | Elson Martins             |
| Bruna Marquezine    | Adressa                   |

### Participações especiais
| Interprete           | Personagem            |
| Primeira fase        | Primeira fase         |
| -------------------- | --------------------- |
| Paulo Betti          | Dr. Gomes             |
| Regina Casé          | Maria Ninfa           |
| Matheus Nachtergaele | Sr. Poeta             |
| Victor Fasano        | Gentil Norberto       |
| Solange Couto        | Tânia                 |
| Eva Todor            | Branquinha            |
| Duda Ribeiro         | Doutor                |
| Suzana Faini         | Zeferina              |
| Zilda Pereira        | Maria                 |
| Val Perré            | Vitorino              |
| Roberto Frota        | Pedro Freire          |
| Eunice Baía          | Ayani                 |
| José Ramos           | Zuca                  |
| Luci Pereira         | Jovina                |
| Márcio Vito          | Clemente              |
| Marina Filizolla     | Zuleika               |
| Wanderson Guedes     | Mascate               |
| Sóstenes Vidal       | Honório               |
| James Araújo         | Seringalista          |
| Alonso Gonçalves     | Santivanez            |
| Paulo Vespúcio       | Alexandrino da Silva  |
| Ricardo Bravo        | Lino Romero           |
| Patrick de Oliveira  | Alípio                |
| Daniela Pinto        | Delzuite (criança)    |
| Segunda fase         |                       |
| Mauricio Gonçalves   | Mestre Irineu (jovem) |
| Clemente Viscaíno    | Rodriguez             |
| Betina Vianny        | Aída                  |
| Charles Myara        | Raimundo Doido        |
| Rosimar de Mello     | Mundica               |
| Isio Ghelman         | Mr. Scott             |
| Janaína Prado        | Cleonice              |
| Rony Cácio           | Amâncio               |
| Christovam Netto     | Zeca                  |
| Clarice Derzié Luz   | Joana                 |
| Edmo Luís            | Pascoal               |
| Jassy Oliveira       | Generina              |
| Terceira fase        |                       |
| Leonardo Medeiros    | Wilson Pinheiro       |
| Fernanda Carvalho    | Detinha               |
| Júlio Andrade        | João Maia             |
| Ravi Lacerda         | Cláudio               |
| Tony Ravan           | Lula                  |
| Bernardo Rebello     | Guto                  |
| Carmelita Menezes    | Luísa                 |
| Cyria Coentro        | Socorro               |
| Lourdes de Moraes    | Irmã Zélia            |
| Márcia do Valle      | Diva                  |

## Audiência
A minissérie estreou com uma média de 33 pontos e 48% de share.

## Trilha sonora
Capa: Suyane Moreira
1. Caminho das Águas - Maria Rita (Tema de abertura)
2. Sabiá - Marina Elali
3. Viramundo - Isabella Taviani
4. Amor que Fica - Zezé Di Camargo & Luciano com Ivete Sangalo (Tema de Delzuite e Tavinho)
5. Pauapixuna - Fafá de Belém
6. Navio Gaiola - Nilson Chaves
7. O Fundo - João Donato e Caetano Veloso
8. Amor de Miragem - Raíza
9. Flor de Maracujá - João Donato
10. Rosa - Luiz Melodia
11. Solamente Una Vez - Nana Caymmi
12. Umbral - Pedro Jóia
13. Recuerdos de Ypacaraí - Cauby Peixoto e Ângela Maria
14. A Noite do Meu Bem - Milton Nascimento
15. Luar do Sertão - Roberta Miranda
16. Espere por Mim, Morena - Gonzaguinha
17. Bachianas Brasileiras Nº 5 - Maria Lucia Godoy

## Prêmios
Prêmio Top Of Business (2007)
- Atriz - Leona Cavalli

Prêmio Qualidade Brasil (2007):
- Melhor Projeto Especial de Teledramaturgia